# Lucien Laurent
Lucien Laurent, francoski nogometaš in trener, * 10. december 1907, Saint-Maur-des-Fossés, Val-de-Marne, Ile-de-France, Francija, † 11. april 2005, Besançon, Francija.
Laurent je najbolj znan, po tem da je dosegel prvi gol na svetovnih prvenstvih v nogometu. To mu je uspelo na prvem svetovnem prvenstvu v nogometu leta 1930, ko je 13. julija 1930 v 19. minuti zadel gol proti Mehiki. Skupaj je za francosko nogometno reprezentanco zbral 10 nastopov in 2 gola. 
Igral je za klube: Cercle Athlétique de Paris, Sochaux, Rennes, RC Strasbourg in Besançon.